# Lysandra magnapunctifera
Lysandra magnapunctifera är en fjärilsart som beskrevs av Ruggero Verity 1937. Lysandra magnapunctifera ingår i släktet Lysandra och familjen juvelvingar. Inga underarter finns listade i Catalogue of Life.